# Fåreavl
Fåreavl i Kongeriget Danmark drives overvejende ved den jyske vestkyst, Sydgrønland og Færøerne.
I Grønland er der registreret lidt over 50 besætninger. Mere end halvdelen af fåreholderstederne er placeret i Narsaq Kommune. Resten fordeler sig på Nanortalik, Qaqortoq, Paamiut og Nuuk kommuner. Fåreholderstederne er overvejende bedrifter, drevet af en enkelt familie, men der er også bedrifter hvor to eller tre familier står for driften. Fåreholderstederne har gennemsnitligt ca. 400 får pr. bedrift.
Driftsformen har over en årrække udviklet sig fra at være en ekstensiv produktion til i dag, hvor den drives mere intensivt. Der er siden hjemmestyrets indførelse i 1979 brugt betydelige ressourcer på at udbygge infrastrukturen i de enkelte distrikter, hvor der drives fårehold. Desuden har flere fåreholdere opført moderne driftsbygninger og øget produktionen af grovfoder. Målet har været at undgå de meget store tab, der tidligere sås i forbindelse med strenge vintre og skiftende klimatiske forhold.
Gennem de senere år er der sket store forbedringer i produktionen af grovfoder, hvilket har betydet både stigende udbytter og opdyrkning af nye arealer. Tilgangen af nye arealer har dog været stagnerende siden 2002.
Egenskaber som forbedres gennem avlsarbejdet:
- Frugtbarhed
- Modstandskraft mod sygdomme
- Uldmængde og uldkvalitet